# Colorina
Colorina är en ort och kommun i provinsen Sondrio i regionen Lombardiet i Italien. Kommunen hade 1 410 invånare (2018).